# L'illa del tresor (pel·lícula de 1920)
Treasure Island és una pel·lícula muda dirigida per Maurice Tourneur i protagonitzada per Shirley Mason, Lon Chaney i Charles Ogle. Basada en la novel·la homònima de Robert Louis Stevenson adaptada per Jules Furthman, va ser la cinquena versió muda a rodar-se i es va estrenar el 4 d’abril de 1920. Es considera una pel·lícula perduda.

## Argument
El jove Jim Hawkins ajuda a la seva mare vídua a portar la posada Admiral Benbow Inn a la costa oest d'Anglaterra. Un dels hostes, l'antic pirata Billy Bones, és assassinat a la posada per altres pirates que busquen el mapa del tresor perdut del capità Flint. Jim troba el mapa i el lliura als amics de la seva mare, el doctor Livesey i John Trelawney, que organitzen una expedició per trobar el tresor. Jim s'embarca a bord del vaixell de Livesey i Trelawney, que porta una tripulació escollida en gran part per Long John Silver, un pirata d'una cama de fusta que es fa passar per cuiner. Silver planeja organitzar un motí però és descobert per Jim que informa Livesey i Trelawney. Aquests aconsegueixen mantenir a ratlla els pirates fins que arriben a l'illa i es refugien en un refugi amb Jim i els membres fidels de la tripulació. Es produeix una batalla i els pirates aconsegueixen fer-se amb el mapa. Finalment els pirates són derrotats i Jim i els altres troben el tresor de Flint gràcies als serveis de Ben Gunn, un pirata que havia quedat encallat a l'illa.

## Repartiment
- Shirley Mason (Jim Hawkins)
- Lon Chaney (Pew / Merry)
- Charles Ogle (Long John Silver)
- Josie Melville (Mrs. Hawkins)
- Al W. Filson (Bill Bones)
- Wilton Taylor (Black Dog)
- Joseph Singleton (Israel Hands)
- Bull Montana (Morgan)
- Harry Holden (capità Smollett)
- Sydney Deane (John Trelawney)
- Charles Hill Mailes (Dr. Livesey)

## Producció
Lon Chaney i Bull Montana havien aparegut pel·lícula “Victory” (1919) de Tourneur, així com també Jack Holt i Wallace Beery, que inicialment havien d’interpretar Long John Silver i Israel Hands, respectivament. Finament aquests dos van ser substituïts per Charles Ogle i Joseph Singleton. El vaixell pirata utilitzat a la pel·lícula era un bergantí abandonat anomenat The Fremont, que en realitat s'havia utilitzat en el tràfic d'esclaus africans i va ser confiscat pel govern dels Estats Units per participar en activitats il·legals.